# Henri Ier de Vergy
Henri de Vergy (~1205 † 1258/mai 1267), deuxième du nom, est seigneur de Mirebeau, d'Autrey, de Fouvent et Champlitte, et sénéchal de Bourgogne.

## Famille
Il est le fils de Guillaume Ier, sénéchal de Bourgogne et seigneur de Vergy, et de Clémence († apr. juill. 1263) dame de Fouvent (Fontivenne), fille de Henri seigneur de Fouvent et de sa première femme Agnès de Broyes. Il est également le petit-fils d'Hugues de Vergy.
Ses parents ont eu quatre enfants :
- Hugues († apr. 1223)[2] ;
- notre Henri[2] ;
- Guy († apr. avr. 1241), épouse en mai 1239 Flore d’Antigny, fille de Philippe seigneur d’Antigny et de sa femme Elisabeth[2] ;
- Agnès de Vergy († ~1261 ou au plus tard en oct. 1268), 1° : dame de Beauffremont par son premier mariage avec Pierre de Beauffremont, fils de Liebaud III seigneur de Bauffremont et de sa femme Isabelle de Reynel, puis 2° : comtesse de Ferrette par son second mariage avant 1256 avec Ulric II († 1er fév. 1275), comte de Ferrette, fils de Frédéric II comte de Ferrette et de sa deuxième femme Edwige von Urach ; Agnès est la seconde femme d'Ulric, qui avait épousé 1° Elisabeth de Salins ci-après et qui est enterré à Feldbach. Dame de Morey en 1256[2].

Avant avril 1241, Henri de Vergy épouse une certaine Élisabeth. Selon une conjecture ancienne d'André Du Chesne, souvent reprise, il s'agirait d'Élisabeth de Ray, fille d'Othon II seigneur de Ray et de Marguerite de Tilchastel ; il s'agit en réalité d'Élisabeth de Salins-Bourgogne († 1277), veuve d'Henri Ier de Bourgogne-Mâcon-Vienne († assassiné en mai 1233), comte titulaire de Vienne, seigneur de Montmorot et de Vadans (cf. l'article Etienne), puis séparée d'Ulric II, comte de Ferrette, qui épousera ensuite la nouvelle belle-sœur d'Elisabeth, Agnès de Vergy ci-dessus. Élisabeth est la fille de Jean Ier de Chalon dit le Sage, comte de Chalon puis sire de Salins, et de sa première femme, Mahaut ou Mathilde de Bourgogne, fille d'Hugues III et de Béatrix d'Albon. Elle meurt au château de Vadans le 31 mars 1277.
Ils ont deux ou trois fils :
- Guillaume II († avant début sept. 1273), seigneur de Mirebeau, sénéchal de Bourgogne. Il épouse Laure de Lorraine (~1234/1237 - † après le 3 mai 1288), veuve de Jean de Dampierre seigneur de Dampierre et de Saint-Dizier, fille de Mathieu II de Lorraine, duc de Lorraine et de sa femme Catherine de Limbourg[2] ;
- Jean Ier (1240 † 1310), seigneur de Fouvent, sénéchal de Bourgogne, enterré à Theulay. Il épouse avant le 31 octobre 1263 Marguerite de Noyers († apr. 1310), fille de Milon VIII seigneur de Noyers et de l'une de ses femmes (soit la première épouse, de la famille des Barres, soit sa seconde femme Alixende)[2].

La mère d'Henri de Vergy, ci-dessous, est citée comme "Isabelle, dame de Mirebeau" (Isabellis nobilis domina Mirabelli)
- Henri († un 3 juillet, apr. 1289), canon (chanoine) à Langres, seigneur d’Autrey. En 1289 une charte le cite comme chantre de Besançon[2].

## Biographie
En mai 1241 il jure allégeance en tant que sénéchal de Bourgogne à la comtesse de Nevers. Une charte de 1256 le cite encore comme sénéchal de Bourgogne.
Entre autres témoins de ses actions, il appose son sceau sur un partage du bois des Chaumes entre Jean, Eudes et Henri de Crécy d'une part et les Templiers de la Romagne d'autre part, en septembre 1246.
Il décède en 1258 ou au plus tard en mai 1267, et est inhumé à l'abbaye de Cherlieu.[réf. nécessaire]